# Bouskoura
Bouskoura (pronúncia: bussecura; em árabe: بو سكورة; romaniz.: Bū Sakūrah) é uma cidade do oeste de Marrocos, que faz parte da província de Nouaceur e da região de Grand Casablanca. Em 2004, a população da comuna era de 58 316 habitantes, dos quais 13 453 residiam na cidade. A população estimada da cidade em 2012 era  31 048 habitantes.
A cidade situa-se 20 km a sul do centro de Casablanca e é um dos  centros industriais mais importantes de Marrocos. Devido ao êxodo de populações de Casablanca para se instalarem perto das zonas industriais, Bouskoura assistiu a uma explosão de bairros de lata (em francês: bidonvilles).
A localidade deve o seu nome à floresta de Bouskoura, uma das maiores de Marrocos, a qual atrai muitos residentes de Casablanca nos fins de semana e feriados. O oued Bouskoura, que outrora foi um meio aquático onde viviam muitos animais (dezenas de espécies de peixes, tartarugas, lagartos, serpentes, borboletas, etc.) está completamente poluído devido aos dejetos industriais das fábricas.
A cidade tem duas grandes mesquitas, oferecidas pelo rei da Arábia Saudita.